# Formoso (Minas Gerais)
Formoso è un comune del Brasile nello Stato del Minas Gerais, parte della mesoregione del Noroeste de Minas e della microregione di Unaí.